# Bjergøy
Bjergøy est une île habitée de la commune de Stavanger, dans le comté de Rogaland en Norvège, dans la mer du Nord.

## Description
L'île de 5,6 km2 est la plus grande de l'archipel de Sjernarøyane. Elle est juste à l'ouest de la grande île d'Ombo et reliée à la petite île d'Aubo, à son sud-ouest.
L'île a un paysage accidenté, couvert par endroits de forêts de bouleaux. Il existe une liaison car-ferry avec le continent depuis Nesheim, à l'est sur Bjergøy, vers Nedstrand au nord (route départementale 515) et Jelsa au nord-est (route départementale 517). Bjergøy a une liaison rapide par ferry avec Stavanger.